# Kurt Klemm
Kurt Hermann Heinrich Otto Klemm (* 19. Januar 1894 in Mühlhausen/Thüringen; † 22. November 1973 in Bad Neuenahr) war ein deutscher Jurist, der u. a. Regierungspräsident in Münster und Generalkommissar in Shitomir war.

## Leben
Kurt Klemm war der Sohn eines Landrates in Mühlhausen. Er besuchte in Mühlhausen das Gymnasium und legte dort 1912 das Abitur ab. Danach absolvierte er ein Studium der Rechtswissenschaft an den Universitäten Göttingen, Freiburg im Breisgau, München  sowie Marburg. Nach bestandener erster juristischer Prüfung nahm er als Soldat des Jäger-Regiments zu Pferde Nr. 2 ab 1915 am Ersten Weltkrieg teil und schied nach Kriegsende im Rang eines Leutnants der Reserve aus der Armee aus. Nach Kriegsende folgte sein Rechtsreferendariat und nach der zweiten juristischen Staatsprüfung am 30. Juli 1921 trat er in den Staatsdienst ein. Er war zuerst bei der Regierung in Gumbinnen und ab 1925 in Minden tätig, wo er 1928 zum Regierungsrat befördert wurde.
Klemm war Mitglied der DVP und trat zum 1. Dezember 1931 der NSDAP bei (Mitgliedsnummer 818.070). Am 28. Februar 1933 wurde er zum Polizeipräsidenten von Recklinghausen ernannt. Ab 1. Februar 1935 nahm er das Amt des Regierungspräsidenten von Münster wahr, das er bereits ab November 1934 kommissarisch bekleidet hatte. Von 1935 bis 1941 war er Mitglied des westfälischen Provinzialrates.
Während des Zweiten Weltkrieges wurde er nach dem Überfall auf die Sowjetunion zum Reichsministerium für die besetzten Ostgebiete kommandiert. Vom Oktober 1941 bis August 1942 war er Generalkommissar von Shitomir im Reichskommissariat Ukraine und danach in gleicher Funktion in Wolhynien-Podolien bis Juli 1943. Anschließend befand er sich im Wartestand. In dem Gebiet des Generalkommissariats Shitomir lebten 1941 zu Beginn der Judenvernichtung noch 110.000 Juden. Im Mai-Bericht des Jahres 1942 schrieb Klemm, dass die Judenfrage im Generalkommissariat Shitomir überwiegend gelöst sei.
Nach 1945 lebte er als Regierungspräsident a. D. in Münster und starb am 22. November 1973 in Bad Neuenahr.